# 가나가와 중앙 교통
가나가와 중앙 교통은 일본 가나가와현을 중심으로 버스 노선을 운행하는 민간 기업이다. 통칭은 카나추(Kanachu).

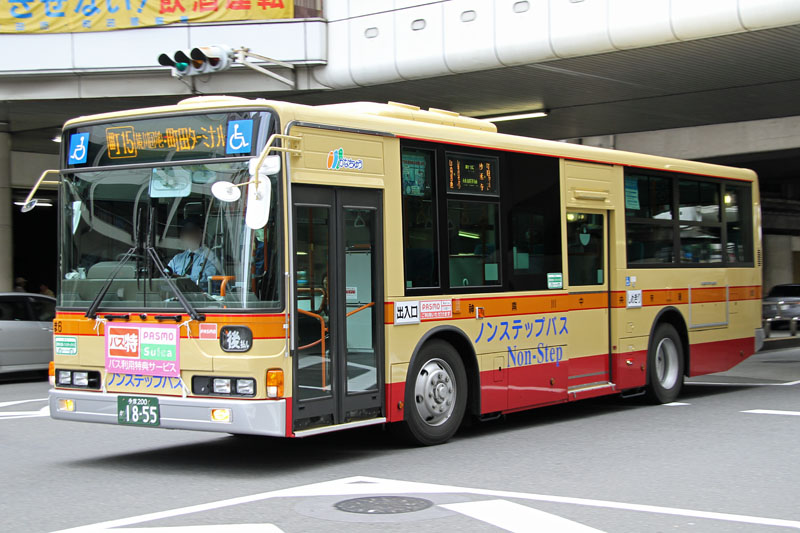
가나가와 중앙 교통 소속 논스텝 버스

## 개요
2010년 6월 현재는 승합 버스 1925대, 전세 버스 17대, 총 1942대를 보유하고 있으며 차량수 기준으로서는 일본에서는 후쿠오카시에 본사가 있는 니시테쓰 (서일본철도주식회사) 에 버금가는 규모이다. 그리고 2009 회계년도에 있어서의 수송인원은 일본 제일이었다. 노선망은 가나가와 현 일대, 도쿄도 다마 지역 및 마치다시 등 넓은 지역을 누비고 있다. 시내 버스 (노선 버스 라고 함), 심야 급행 버스나 고속 버스도 운행하고 있다.

1960년대부터 정리권 방식에 의한 복수 운임 구간에 대응한 안내양 생략 운행을 일본에서 처음으로 시작하였다. 1987년에는 모든 차량이 냉방차가 되었다. 1988년부터 컴퓨터에 의한 운행 시각표 작성을 시작하였다. 1990년에는 전 차량에 버스 카드 판독기를 설치하였다. 그 위에 2009년 3월에는 공항버스와 고속버스를 제외한 전 차량에 수도권 공통 IC 카드 판독기를 설치했으므로 2010년에 자기식 버스 카드 취급을 종료하였다. 2005년부터 굴절버스를 도입했으며 현재는 후지사와시, 아쓰기시 및 마치다시에서 운행하고 있다.
및

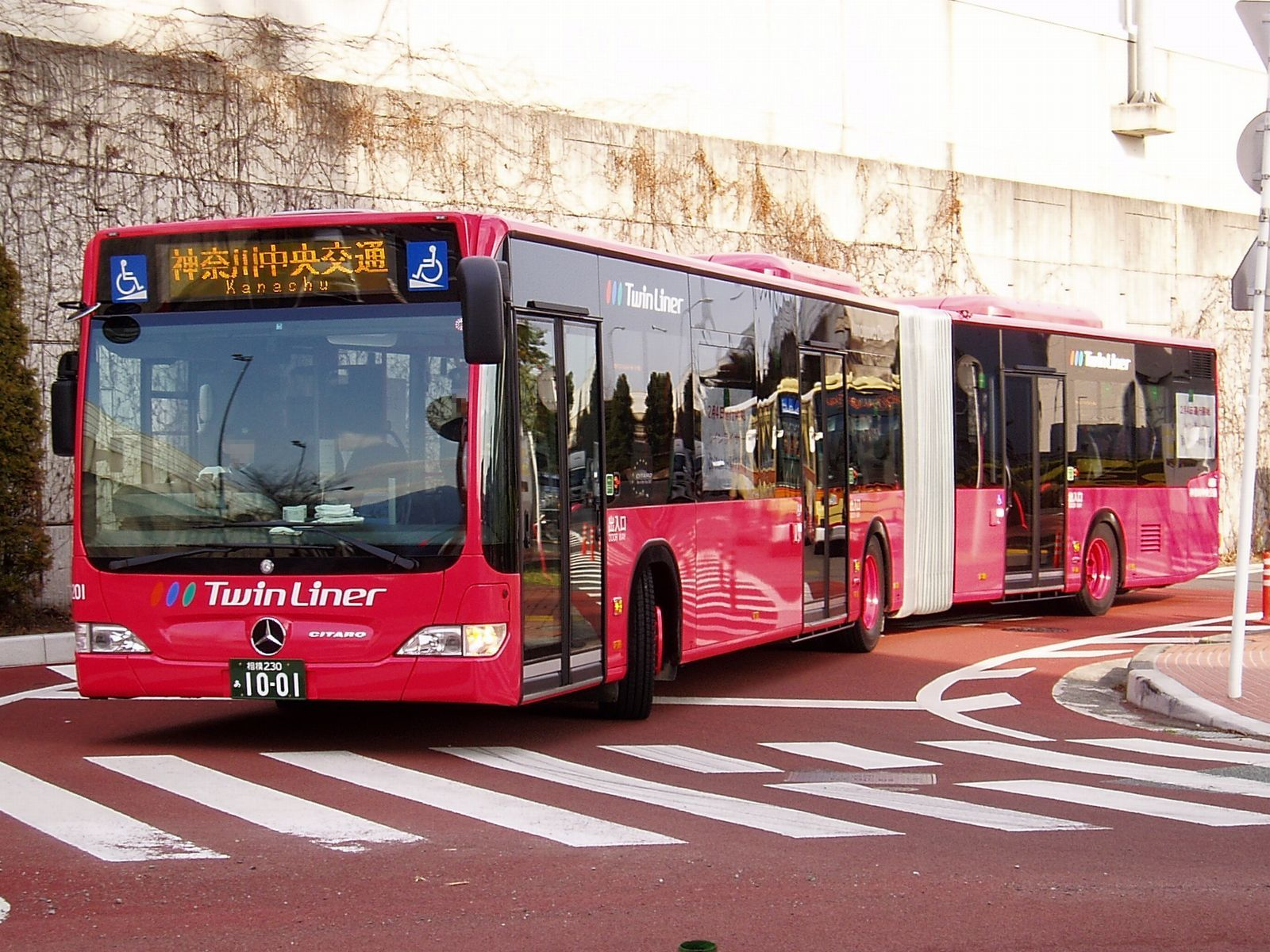
아쓰기 시에서 운행되는 굴절 버스

2009년부터 시범적인 시책으로서 일부 노선에서 차량 앞면에 자전거를 2대 적재 가능한 버스를 투입하였다 (자전거 적재 요금은 별도로 필요함).

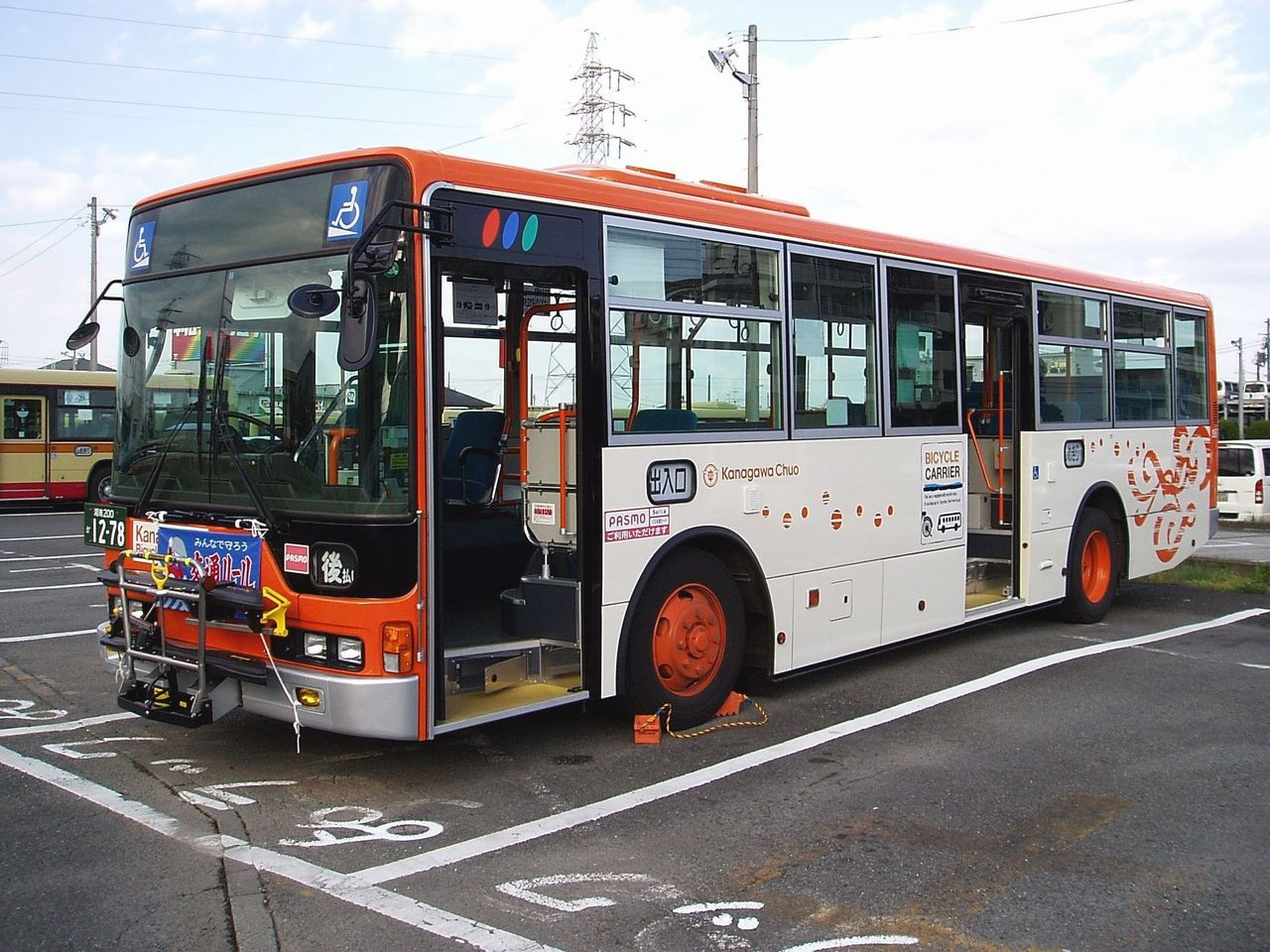
앞면에 자전거 걸이가 있는 버스

휴대폰 등으로 원하는 버스의 현 위치를 알 수 있는 버스정보시스템이 많은 노선에 설치되어 있다.

## 주요 운행 노선
| 노선번호         | 운행구간     | 경유지                                                   | 비고                            | A. |
| ---------------- | ------------ | -------------------------------------------------------- | ------------------------------- | -- |
| 요코하마 43 横43 | 요코하마역   | 사쿠라기초역, 이도가야,무쓰카와죠                        | 도쓰카역                        | Y  |
| 요코하마 44 横44 | 요코하마역   | 사쿠라기초역, 이도가야,무쓰카와죠, 고도모 이료 센터      | 도쓰카역                        | Y  |
| 11               | 사쿠라기초역 | 차이나타운, 미나토노미에루 오키 공원, 야마테죠, 이도가야 | 호도가야역                      | Y  |
| 쇼난다이 23 湘23 | 쇼난다이 역  | 엔도                                                     | 게이오 대학 -게이오 중고등부 앞 | Y  |
| 쇼난다이 25 湘25 | 쇼난다이 역  | 미나미 오야마                                            | 게이오 대학-게이오 중고등부 앞  | Y  |